# Opatička kuća u Kaštilcu
Opatička kuća u Kaštilcu, Gomiliški Kaštilac 9, mjesto Kaštel Gomilica, Grad Kaštela, zaštićeno kulturno dobro.

## Opis dobra
Opatička kuća smještena je uz južni zid utvrde Kaštilac koju su 1545. godine osnovale koludrice reda sv. Benedikta. Izvorno Opatička kuća je bila prizemnica koja je koludricama služila kao konoba. Između 1726. i 1753. godine izgrađena je jednokatna barokna zgrada koja je do danas sačuvala svoj izvorni izgled. Tlocrt je nepravilan u obliku slova T, a krov je dvoslivni. U drugoj polovici 20.st. u Opatičkoj kući se nalazila uljara.

## Zaštita
Pod oznakom Z-3578 zavedena je kao nepokretno kulturno dobro - pojedinačno, pravna statusa zaštićena kulturnog dobra, klasificirano kao "sakralne građevine".